# Declaración Universal de Derechos Lingüísticos
La Declaración Universal de Derechos Lingüísticos fue aprobada en Barcelona durante la Conferencia Mundial de Derechos Lingüísticos, celebrada del 6 al 9 de junio de 1996 por iniciativa del Comité de Traducciones y Derechos Lingüísticos del International PEN Club y el CIEMEN (Escarre International Center for Ethnic Minorities and the Nations), y que contó con el apoyo moral y técnico de la Unesco, la participación de 66 organizaciones no gubernamentales (ONG), 41 centros PEN y 41 expertos internacionales en jurisprudencia lingüística. El objeto principal de la Declaración es promover los derechos lingüísticos, especialmente de los hablantes de las lenguas amenazadas. 
El texto de la Declaración fue presentado ante el representante del director general de la UNESCO; considera la diversidad lingüística y cultural existente en el mundo y rechaza la homogeneización cultural forzada, reconoce derechos lingüísticos individuales (derecho a ser reconocido miembro de una comunidad lingüística, derecho al uso público y privado de una lengua,...) y derechos lingüísticos colectivos (derecho a disponer de servicios culturales, derecho a la presencia equitativa de la lengua y la cultura en los medios de comunicación…).

## Estructura y contenidos de la Declaración
La declaración consta de un texto preliminar, un preámbulo y 52  artículos, divididos en tres Títulos (uno preliminar y dos más):
- Título preliminar: Precisiones conceptuales (establece definiciones y conceptos; comunidad lingüística, grupo lingüístico, relación de integración,...)
- Título primero: Principios generales (derecho de las comunidades lingüísticas a organizarse, a preservar y promover su sistema lingüístico; igualdad de las comunidades lingüísticas en derechos,...)
- Título segundo: Régimen lingüístico general (dividido en 5 secciones):
  - Sección I: Administración pública y órganos oficiales.
  - Sección II: Educación.
  - Sección III: Onomástica.
  - Sección IV: Medios de comunicación y nuevas tecnologías.
  - Sección V: Cultura.